# Требіціано (печера)
Требіціано (італ. Abisso di Trebiciano, словен. Jama Labadnìca) — провалля, що знаходиться на околицях міста Трієст (Італія), близько 1,5 км від сіла Требіціано, і ідентифікується номером 3 у регіональному кадастрі  печер Фріулі-Венеція-Джулія (номер 17 у регістрі Land Registry печер Венеції-Джулії). Це одна з найвідоміших печер у цьому районі; і не через її конкреції, які, дійсно, є досить скромними, але завдяки своїй формі, характеристикам і її історії. Глибина печери 329 м, довжина — 920 м.

## Історія
Печеру уперше досліджував 1841 року Антон Фредерік Лінднер у процесі геологічної розвідки підземного ходу Тімаво, який сподівалися використати для водопостачання міста Трієста. Тімаво був знайдений, а численні пошуки і дослідження тривали впродовж багатьох років. Багато різних проектів було підготовлено для збору води, але для міського водопостачання усі вони виявилися занадто дорогими, тому ніколи не були втілені у життя. Лінднер має виключне право на печеру на дні печери.

## Ресурси Інтернету
- della società che gestisce la grotta[недоступне посилання з липня 2019]
- Ufficiali del Catasto Regionale delle Grotte del Friuli Venezia Giulia
- del Catasto Grotte della Commissione Grotte E. Boegan, Società Alpina delle Giulie — CAI Trieste[недоступне посилання з липня 2019]
- foto[недоступне посилання з липня 2019]